# Voorzichtigheidsbeginsel
Het voorzichtigheidsbeginsel is een van de basisregels bij de winstbepaling van rechtspersonen. Het voorzichtigheidsbeginsel houdt in dat de balanswaardering van activa en passiva voorzichtig plaatsheeft. Dit komt bijvoorbeeld tot uiting in de vraag of bepaalde uitgaven als kosten in de winst-en-verliesrekening van het lopende jaar worden meegenomen of (voor meerdere jaren) op de balans worden geactiveerd, indien niet zeker genoeg is of de betreffende uitgave zal resulteren in toekomstige inkomensvorming. Een voorzichtige inschatting zal in een dergelijk geval resulteren in het nemen van de kosten via de winst-en-verliesrekening. Ook komt het voorzichtigheidsbeginsel tot uiting indien uitgaven weliswaar op de balans worden geactiveerd, maar als de levensduur van het activum voorzichtig wordt ingeschat.
Onder IFRS is het voorzichtigheidsbeginsel grotendeels verlaten als basisbeginsel voor de balanswaardering, er wordt immers gerapporteerd tegen "Fair Value" (reële waarde).